# هیروکی آزوما
هیروکی آزوما (انگلیسی: Hiroki Azuma؛ زادهٔ ۹ مهٔ ۱۹۷۱) نویسنده، منتقد ادبی، فیلسوف، رمان‌نویس، استاد دانشگاه، و نقاد اهل ژاپن است.